# Deux de couple poids léger féminin aux Jeux olympiques d'été de 2024
Cet article traite de l'épreuve féminine. Pour la compétition masculine, voir Deux de couple poids léger masculin aux Jeux olympiques d'été de 2024.
Navigation
Tokyo 2020 Los Angeles 2028
L'épreuve féminine de deux de couple poids léger des Jeux olympiques d'été de 2024 de Paris a lieu au stade nautique olympique de Vaires-sur-Marne du 28 juillet au 2 août 2024.

## Médaillées
| Or                                           | Argent                                            | Bronze                               |
| Grande-Bretagne - Emily Craig - Imogen Grant | Roumanie - Gianina van Groningen - Ionela Cozmiuc | Grèce - Dímitra Kontoú - Zoí Fítsiou |

## Programme
| Date                | Heure   | Tour         |
| ------------------- | ------- | ------------ |
| Dimanche 28 juillet | 09 h 00 | Séries       |
| Lundi 29 juillet    | 09 h 00 | Repêchage    |
| Mercredi 31 juillet | 09 h 30 | Demi-finales |
| Vendredi 2août      | 09 h 30 | Finale       |

## Résultats détaillés

### Séries
Les deux premiers bateaux de chaque série sont qualifiés pour les demi-finales (Q), les autres vont en repêchage (R).
| Rang | Couloir | Rameurs                                  | Pays            | Temps         | Notes |
| ---- | ------- | ---------------------------------------- | --------------- | ------------- | ----- |
| 1    | 5       | Emily Craig Imogen Grant                 | Grande-Bretagne | 7 min 4 s 20  | Q     |
| 2    | 6       | Dímitra Kontoú Zoí Fítsiou               | Grèce           | 7 min 8 s 51  | Q     |
| 3    | 1       | Aoife Casey Margaret Cremen              | Irlande         | 7 min 12 s 89 | R     |
| 4    | 3       | Louisa Altenhuber Lara Tiefenthaler      | Autriche        | 7 min 24 s 14 | R     |
| 5    | 2       | Khadija Krimi Selma Dhaouadi             | Tunisie         | 7 min 31 s 19 | R     |
| 6    | 4       | Sonia Baluzzo Chiaruzzo Evelyn Silvestro | Argentine       | 7 min 36 s 43 | R     |

| Rang | Couloir | Rameurs                              | Pays       | Temps         | Notes |
| ---- | ------- | ------------------------------------ | ---------- | ------------- | ----- |
| 1    | 4       | Gianina van Groningen Ionela Cozmiuc | Roumanie   | 7 min 3 s 83  | Q     |
| 2    | 5       | Molly Reckford Michelle Sechser      | États-Unis | 7 min 12 s 65 | Q     |
| 3    | 2       | Alessia Palacios Valeria Palacios    | Pérou      | 7 min 32 s 68 | R     |
| 4    | 3       | Mahsa Javer Zeinab Norouzi           | Iran       | 7 min 35 s 97 | R     |
| 5    | 1       | Emi Hirouchi Ayami Oishi             | Japon      | 7 min 39 s 17 | R     |

| Rang | Couloir | Rameurs                        | Pays             | Temps         | Notes |
| ---- | ------- | ------------------------------ | ---------------- | ------------- | ----- |
| 1    | 4       | Shannon Cox Jackie Kiddle      | Nouvelle-Zélande | 7 min 2 s 25  | Q     |
| 2    | 3       | Claire Bové Laura Tarantola    | France           | 7 min 3 s 22  | Q     |
| 3    | 2       | Jennifer Casson Jill Moffatt   | Canada           | 7 min 9 s 45  | R     |
| 4    | 5       | Martyna Radosz Katarzyna Wełna | Pologne          | 7 min 11 s 14 | R     |
| 5    | 1       | Zou Jiaqi Qiu Xiuping          | Chine            | 7 min 39 s 17 | R     |

### Repêchage
Les trois premières embarcations du repêchage se qualifient pour les demi-finales (Q), les autres vont en finale C (FC).
| Rang | Couloir | Rameurs                                  | Pays      | Temps         | Notes |
| ---- | ------- | ---------------------------------------- | --------- | ------------- | ----- |
| 1    | 4       | Aoife Casey Margaret Cremen              | Irlande   | 7 min 11 s 38 | Q     |
| 2    | 3       | Jennifer Casson Jill Moffatt             | Canada    | 7 min 7 s 81  | Q     |
| 3    | 1       | Sonia Baluzzo Chiaruzzo Evelyn Silvestro | Argentine | 7 min 29 s 76 | Q     |
| 4    | 2       | Mahsa Javer Zeinab Norouzi               | Iran      | 7 min 35 s 56 | FC    |
| 5    | 5       | Zou Jiaqi Qiu Xiuping                    | Chine     | 7 min 42 s 66 | FC    |

| Rang | Couloir | Rameurs                             | Pays     | Temps         | Notes |
| ---- | ------- | ----------------------------------- | -------- | ------------- | ----- |
| 1    | 2       | Martyna Radosz Katarzyna Wełna      | Pologne  | 7 min 16 s 26 | Q     |
| 2    | 4       | Louisa Altenhuber Lara Tiefenthaler | Autriche | 7 min 17 s 77 | Q     |
| 3    | 1       | Khadija Krimi Selma Dhaouadi        | Tunisie  | 7 min 25 s 21 | Q     |
| 4    | 3       | Alessia Palacios Valeria Palacios   | Pérou    | 7 min 28 s 58 | FC    |
| 5    | 5       | Emi Hirouchi Ayami Oishi            | Japon    | 7 min 31 s 14 | FC    |

### Demi-finales
Les trois premières embarcations de chaque demi-finale se qualifient pour la finale A (FA), les autres vont en finale B (FB).
| Rang | Couloir | Rameurs                                  | Pays             | Temps         | Notes |
| ---- | ------- | ---------------------------------------- | ---------------- | ------------- | ----- |
| 1    | 3       | Emily Craig Imogen Grant                 | Grande-Bretagne  | 6 min 59 s 79 | FA    |
| 2    | 4       | Shannon Cox Jackie Kiddle                | Nouvelle-Zélande | 7 min 2 s 86  | FA    |
| 3    | 2       | Molly Reckford Michelle Sechser          | États-Unis       | 7 min 5 s 03  | FA    |
| 4    | 5       | Martyna Radosz Katarzyna Wełna           | Pologne          | 7 min 6 s 69  | FB    |
| 5    | 1       | Jennifer Casson Jill Moffatt             | Canada           | 7 min 13 s 36 | FB    |
| 6    | 6       | Sonia Baluzzo Chiaruzzo Evelyn Silvestro | Argentine        | 7 min 33 s 41 | FB    |

| Rang | Couloir | Rameurs                              | Pays     | Temps         | Notes |
| ---- | ------- | ------------------------------------ | -------- | ------------- | ----- |
| 1    | 3       | Gianina van Groningen Ionela Cozmiuc | Roumanie | 6 min 56 s 65 | FA    |
| 2    | 2       | Dímitra Kontoú Zoí Fítsiou           | Grèce    | 6 min 57 s 90 | FA    |
| 3    | 5       | Aoife Casey Margaret Cremen          | Irlande  | 6 min 59 s 72 | FA    |
| 4    | 4       | Claire Bové Laura Tarantola          | France   | 7 min 3 s 22  | FB    |
| 5    | 1       | Louisa Altenhuber Lara Tiefenthaler  | Autriche | 7 min 19 s 70 | FB    |
| 6    | 6       | Khadija Krimi Selma Dhaouadi         | Tunisie  | 7 min 26 s 39 | FB    |

### Finales
| Rang                                | Couloir | Rameur                               | Pays             | Temps         | Notes |
| ----------------------------------- | ------- | ------------------------------------ | ---------------- | ------------- | ----- |
| Médaille d'or, Jeux olympiques      | 3       | Emily Craig Imogen Grant             | Grande-Bretagne  | 6 min 47 s 06 |       |
| Médaille d'argent, Jeux olympiques  | 4       | Gianina van Groningen Ionela Cozmiuc | Roumanie         | 6 min 48 s 78 |       |
| Médaille de bronze, Jeux olympiques | 2       | Dímitra Kontoú Zoí Fítsiou           | Grèce            | 6 min 49 s 28 |       |
| 4                                   | 5       | Shannon Cox Jackie Kiddle            | Nouvelle-Zélande | 6 min 51 s 65 |       |
| 5                                   | 1       | Aoife Casey Margaret Cremen          | Irlande          | 6 min 54 s 57 |       |
| 6                                   | 6       | Molly Reckford Michelle Sechser      | États-Unis       | 6 min 55 s 60 |       |

| Rang | Couloir | Rameur                                   | Pays      | Temps         | Notes |
| ---- | ------- | ---------------------------------------- | --------- | ------------- | ----- |
| 7    | 3       | Claire Bové Laura Tarantola              | France    | 7 min 3 s 24  |       |
| 8    | 2       | Jennifer Casson Jill Moffatt             | Canada    | 7 min 4 s 82  |       |
| 9    | 4       | Martyna Radosz Katarzyna Wełna           | Pologne   | 7 min 8 s 47  |       |
| 10   | 5       | Louisa Altenhuber Lara Tiefenthaler      | Autriche  | 7 min 10 s 02 |       |
| 11   | 1       | Khadija Krimi Selma Dhaouadi             | Tunisie   | 7 min 21 s 65 |       |
| 12   | 6       | Sonia Baluzzo Chiaruzzo Evelyn Silvestro | Argentine | 7 min 25 s 86 |       |

| Rang | Couloir | Rameur                            | Pays  | Temps         | Notes |
| ---- | ------- | --------------------------------- | ----- | ------------- | ----- |
| 13   | 1       | Zou Jiaqi Qiu Xiuping             | Chine | 7 min 7 s 55  |       |
| 14   | 2       | Alessia Palacios Valeria Palacios | Pérou | 7 min 12 s 27 |       |
| 15   | 4       | Emi Hirouchi Ayami Oishi          | Japon | 7 min 14 s 00 |       |
| 16   | 3       | Mahsa Javer Zeinab Norouzi        | Iran  | 7 min 14 s 32 |       |